# Magnus Ljunggren

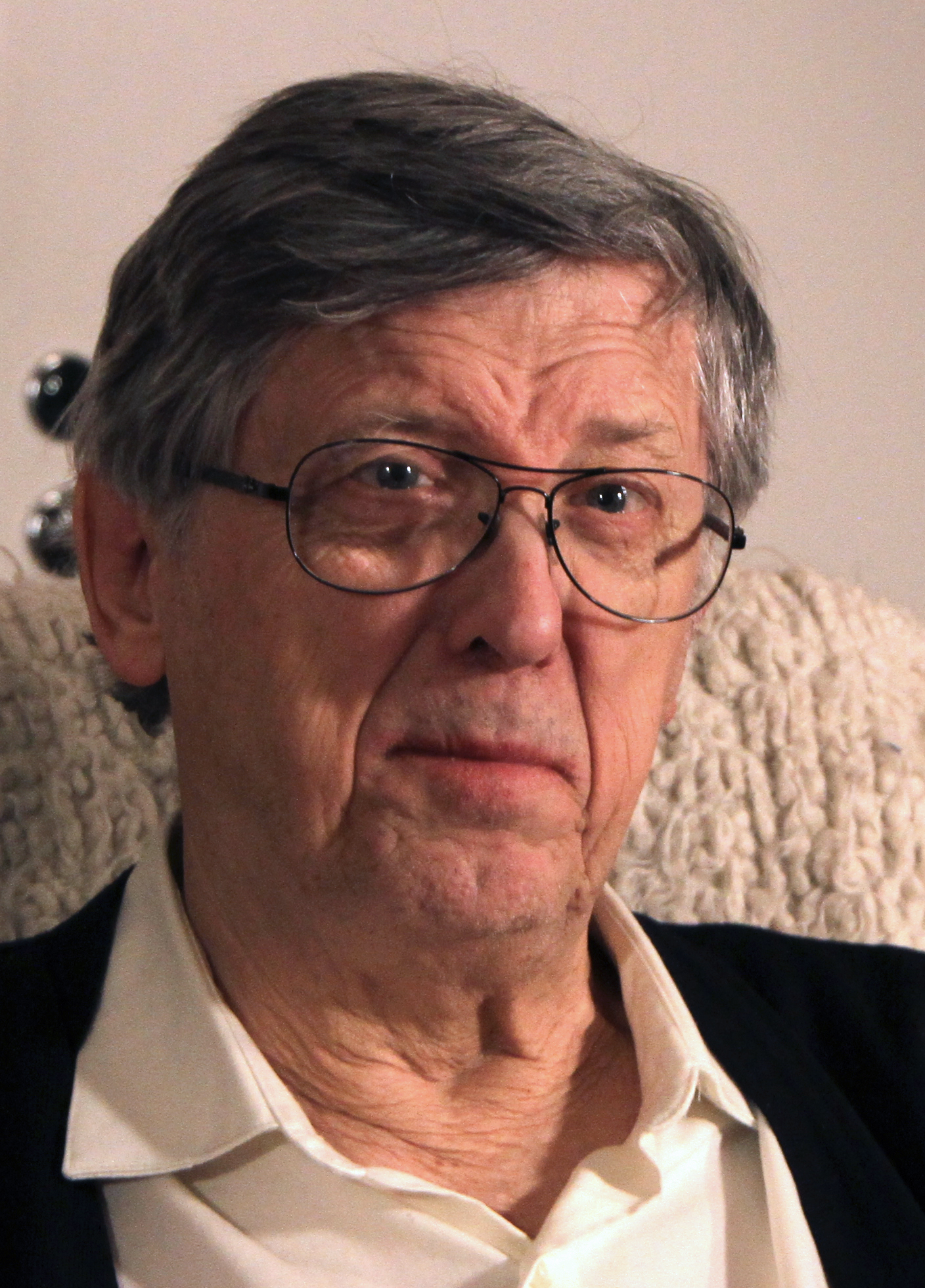
Magnus Ljunggren (2018)

Magnus Bertil Carl Ljunggren (* 25. Oktober 1942; † 19. Juni 2022) war ein schwedischer Literaturwissenschaftler, Slawist und Hochschullehrer.

## Leben
Nach dem Gymnasiumsabschluss 1961 in Stockholm studierte Ljunggren an der Universität Stockholm mit Abschluss 1968.
Ab 1963 arbeitete Ljunggren als Übersetzer am Slawistik-Institut der Universität Stockholm (bis 1976). Er untersuchte Probleme des russischen Symbolismus und wurde einer der führenden westlichen Experten auf diesem Gebiet. Ein Forschungsschwerpunkt war Emili Medtner, der als zentrale Person des russischen Symbolismus Andrei Bely und auch Carl Gustav Jung beeinflusste und den er in seinem Buch über ihn als russischen Mephisto charakterisierte. Daneben veröffentlichte Ljunggren regelmäßig Artikel über russische und sowjetische Literatur und über die Menschenrechtsbewegung in der UdSSR. 1968 wurde er Lizenziat des Slawistik-Instituts der Universität Stockholm.
Von 1977 bis 1978 war Ljunggren Gastwissenschaftler an der nach A. A. Schdanow benannten Universität Leningrad. 1982 wurde er zum Doktor der Philosophie promoviert. 1983 untersuchte er als Gastwissenschaftler an der Lomonossow-Universität Moskau Probleme der russischen Literatur und der russischen psychoanalytischen Bewegung.
1996 wurde Ljunggren Dozent für russische Literatur am Slawistik-Institut der Universität Göteborg.

## Werke (Auswahl)
- Magnus Ljunggren: Memories of a Land of Dissidents, Göteborg 2011, GUP 150496
- Magnus Ljunggren: Den ryske författaren: imperiebyggare och rebell, Göteborg 2011, GUP 150504
- Magnus Ljunggren: Möten i Sovjet 1974, Göteborg 2011, GUP 150502
- Magnus Ljunggren: Twelve Essays on Andrej Belyj's Petersburg, Göteborg 2009, GUP 94899
- Magnus Ljunggren: Lev Kobylinskij, Intermediarius i vice-burgomistr Vinter, 2009, ISBN 978-5-86793-657-0
- Magnus Ljunggren: Ivan Sjmeljov och Selma Lagerlöf 1650–7398, Göteborg 2008, GUP 110370
- Magnus Ljunggren: "Svensken" i det förra sekelskiftets ryska kultur - och hans dotter, Göteborg 2005, GUP 34574
- Magnus Ljunggren: Andrej Belyj i Sergej Solov’ev, Göteborg, GUP 34557
- Magnus Ljunggren: The Russian Mephisto. A Study of the Life and Work of Emilii Medtner. Stockholm 1994.
- Magnus Ljunggren and Hans Åkerström: Andrej Belyj's Peterburg. A bibliography. Göteborg 2012.